# Geschichte des Schiffbaus
Die Geschichte des Schiffbaus umfasst die technischen und organisatorischen Entwicklungen bezüglich der Planung, des Baus und der Reparatur von Schiffen von der Urgeschichte bis zur Gegenwart. Spätestens mit der Notwendigkeit für Menschengruppen, sich im Rahmen der Nahrungssuche oder auf der Suche nach Lebensraum, Wasser über längere Strecken überqueren zu müssen, erfand der Mensch entsprechende Transportmittel. Es wird angenommen, dass Homo sapiens bereits vor über 50.000 Jahren Wasserfahrzeuge entwickelte. Aber bereits vorher, zur Überwindung des Roten Meeres, waren Wasserfahrzeuge erforderlich. Sogar noch früher muss Homo erectus Entfernungen von über 20 km über Wasser zurückgelegt haben, um zur Sunda-Insel Flores zu gelangen, die nie auf dem Landweg erreichbar war und wo doch Homo floresiensis lebte. Ungeachtet der Überwindung trennender Meere wurden bei der Ausbreitung des Menschen immer wieder auch sehr große und teilweise zum Schwimmen zu kalte Flüsse überwunden, die mindestens den zielgerichteten Einsatz von Treibgut nahelegen.
Das erste nachweisbare Fahrzeug muss jedoch auf circa 6500 v. Chr. datiert werden. Zunächst waren diese Fahrzeuge einfache behauene Baumstämme, später wurden diese immer weiter fortentwickelt, eine Grenze hinsichtlich der Größe war aufgrund der Eigenschaften des Baumaterials Holz zunächst mit den Klippern erreicht. Erst mit der Nutzung von Stahl konnten dann größere Schiffe gebaut werden, die, wie z. B. die Containerschiffe der UASC A18-Klasse, heute bis zu 400 m Länge gebaut werden.
Schiffe sind heute das wichtigste Transportmittel für Massengut. Stückgut wird dabei heutzutage vor allem in Containern auf Containerschiffen transportiert. Das bisher größte je gebaute Schiff der Welt ist das Kranschiff Pieter Schelte mit einer Vermessung von 403.342 BRZ (Bruttoraumzahl).
Seit spätestens den 1960er Jahren sieht sich die Passagierschifffahrt zunehmend einem Konkurrenzkampf mit dem Flugverkehr gegenüber und verlagerte sich aus diesem Grund vom reinen Transportmittel vermehrt hin zum Verkehrsmittel, insbesondere im Bereich Erlebnisreisen/Kreuzfahrten. Diese Verlagerung findet auch ihren Ausdruck in der Form, wie die genutzten Schiffe gebaut werden.

## Anfänge
Als frühe Wasserfahrzeuge werden nicht Einbäume diskutiert, sondern vielmehr Flöße; Paläoanthropologen gehen in Südostasien von Bambusflößen aus. Doch bleibt der Nachweis indirekt, da man bisher weder archäologische Hinweise auf Schiffe noch Darstellungen aus dieser Zeit kennt.
Vor mindestens 50.000 Jahren (vgl. Die Besiedlung Australiens über Südasien) ist der moderne Mensch nach Australien eingewandert. Dank niedrigerem Meeresspiegel gab es damals zwar kürzere Seewege von Asien nach Australien als heute, über dem Timorgraben mussten aber mehr als 100 km Ozean überquert werden. Dafür waren hochseetaugliche Wasserfahrzeuge nötig. Außerdem war die logistische Leistung erforderlich, Trinkwasser für eine Reise von über 100 km an Bord zu halten. Zum Dritten war ein aktiver Antrieb erforderlich wie Schwimmen oder Paddelbewegungen, da Treibgut die andere Küste verfehlt hätte. Zusätzlich zum Antrieb war auch eine Form der Richtungsfindung (Navigation) erforderlich, da sich die Zielküste jenseits des Horizontes befand.
Die ältesten archäologischen Nachweise von Wasserfahrzeugen sind Einbaum- und Paddelfunde (Paddel von Duvensee) in Nordeuropa, die bis circa 6500 v. Chr. zurückdatiert werden können. Der älteste Nachweis eines Einbaums aus Afrika wird mit 6000 v. Chr. datiert. Der älteste Nachweis eines Segels ist eine Felszeichnung in der Nubischen Wüste, die circa um 5000 v. Chr. entstand. Bis circa 3500 v. Chr. reichen Modelle aus Ägypten zurück.
Von den Ägyptern sind die ältesten größeren Schiffe direkt belegt. Sie wurden vermutlich vorwiegend für den Binnenverkehr auf dem Nil gebaut, später auch für den Seekrieg (Darstellungen von Kriegsschiffen mit Rammsporn und hochgezogenem Achtersteven auf der Insel Syros, 2800 v. Chr.) und für den Fernhandel (Pharao Sahu-Re sandte um 2500 v. Chr. Schiffe nach Syrien, Somalia und Ostafrika).
Ebenfalls aus Ägypten stammt der älteste erhaltene Schiffsfund (Cheops-Bestattungsschiff, 2650 v. Chr.), der von einer bereits ausgereiften Schiffbaukunst zeugt. Das Schiff hatte keinen Kiel und wurde mit Hilfe längs gespannter Taue in Form gehalten. Die Planken aus importiertem libanesischen Zedernholz waren ebenfalls mit Tauen vernäht.
Ein Schiffsfund in Yangshao (China) beweist, dass die Chinesen um etwa 2000 v. Chr. ebenfalls Schiffe bauen konnten und auch Querschotts schon bekannt waren.

## Antike

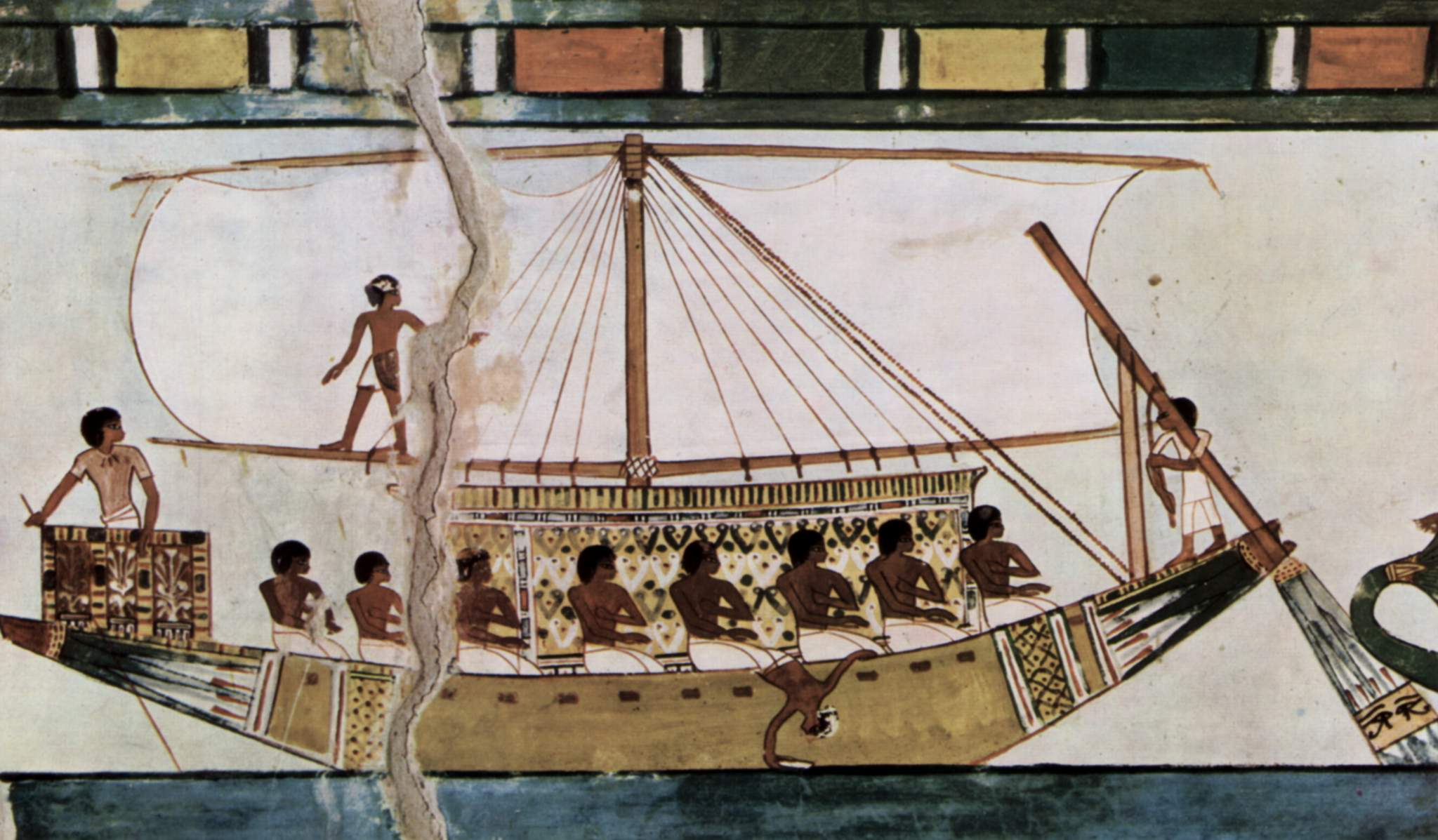
Ägyptisches Schiff (um 1422–1411 v. Chr.)

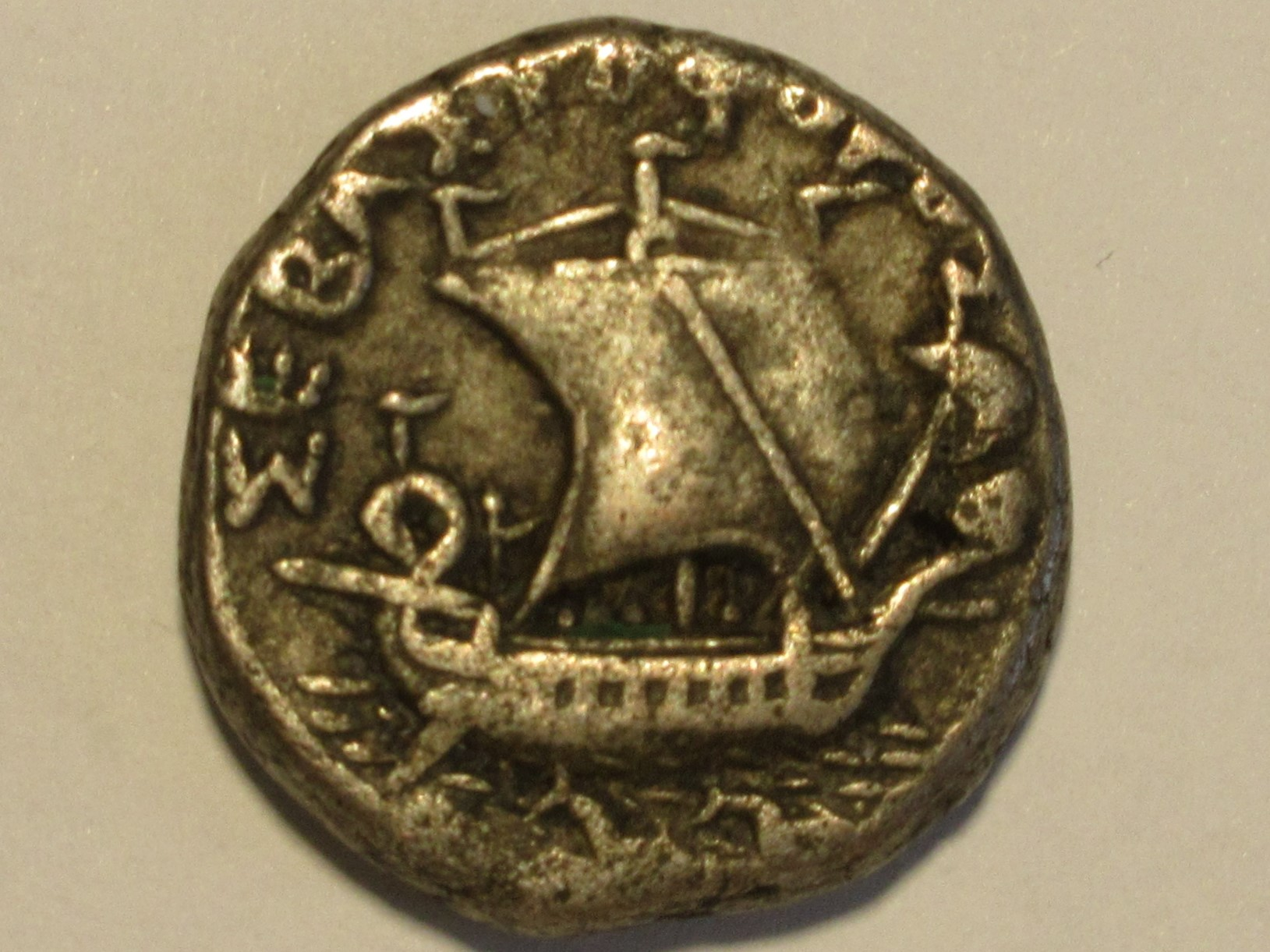
Schiff des Nero auf Alexandrinischer Tetradrachme (66 n. Chr.)

Der älteste Nachweis für den Gebrauch von Schiffen in Mesopotamien sind Keilschrifttafeln mit Frachtbriefen für Transporte mit Flößen (Keleks), die um 1900 v. Chr. den Euphrat und Tigris hinabfuhren. Etwa 200 Jahre später unterhielten mesopotamische Stadtstaaten Handelsbeziehungen im ganzen östlichen Mittelmeer. 1200 Tonnen schwere Obelisken, die 1500 v. Chr. über den Nil transportiert wurden, zeugen von gewaltigen Transportschiffen auf dem Nil.
Der mythische kretische König Minos von Knossos soll nach Herodot und Thukydides die erste Thalassokratie über große Teile des Ägäisraums ausgeübt haben. Hierin wird in der Forschung eine Erinnerung an eine Thalassokratie des minoischen Kretas in der ersten Hälfte des zweiten Jahrtausends vor Chr. angenommen. Aus diesem Zeitraum stammt ein Fresko auf der Insel Thera, welches von Kriegsschiffen mit Sporn und hohen Steven zeugt. Jedoch wird in der Forschung bezweifelt, dass die Minoer tatsächlich eine Thalassokratie ausübten. Um oder kurz vor 1200 v. Chr. berichtet der hethitische Großkönig Šuppiluliuma II. von einer Seeschlacht, die er erfolgreich gegen die Schiffe der „Feinde Alašijas“ (Zypern) geführt hat. Es ist damit die erste in zeitgenössischen Quellen bezeugte Seeschlacht im Mittelmeer. Um 1180 v. Chr. (im achten Regierungsjahr von Ramses III.) findet die berühmte Seeschlacht zwischen Ramses III. und den Seevölkern statt.
Um 1000 v. Chr. errichteten die Phönizier ein Handelszentrum auf der Insel Kition. Aus derselben Zeit stammt auch die Karstad-Bildstein-Schiffsdarstellung in Norwegen, die Wasserfahrzeuge mit Doppelsteven zeigt.
Um 800 v. Chr. – nach antiker Überlieferung 814 v. Chr. – gründeten die Phönizier Karthago und stiegen zur beherrschenden Seemacht des Mittelmeerraums auf. Im 8. Jahrhundert v. Chr. unterschieden die Phönizier deutlich zwischen dem Lastschiff („Gaulos“) und dem Kampfschiff („Hippos“).
Die Besiedlung Siziliens durch die Griechen um 750 v. Chr. zeugt von griechischer Seefahrt. Korinth wurde griechische Seemacht und führte Neuerungen, wie den Riemenausleger, in den Kriegsschiffbau ein. Die Hauptkräfte griechischer Flotten im 8. bis 6. Jahrhundert v. Chr. waren einreihige („Moneren“) Ruderkampfschiffe mit bis zu 50 Ruderern („Pentekoren“).
537 v. Chr. besiegten die Etrusker, die damit das erste Mal als Seefahrer nachgewiesen sind, zusammen mit den Karthagern eine griechische Flotte vor Korsika.
Durch den Sieg in der Seeschlacht bei Salamis 480 v. Chr. stieg Athen zur Seemacht auf. Die dabei verwendeten Schiffe hatten drei Ruderreihen („Triere“) und bildeten zwischen dem 6. und dem 3. Jahrhundert v. Chr. die Hauptmacht der Kriegsflotten.
Mit dem Wachstum Athens zur Großstadt im 5. Jahrhundert v. Chr. wurde es nötig, zusätzliches Getreide über den Seeweg zu beschaffen. Der Seehandel weitete sich von Luxus- auf Massengüter aus. Später war auch Rom auf Getreidelieferung über See angewiesen.
Im 3. Jahrhundert v. Chr. wurde Rom Seemacht und beherrschte nach einer Reihe von Siegen über Karthago den gesamten Mittelmeerraum. Bis auf Details wie die Enterbrücke führte Rom kaum Neuerungen in den Schiffbau ein. Der antike Mittelmeerschiffbau war technisch ausgereift und hatte sein Entwicklungspotenzial erschöpft. Schiffe wurden kraweelbeplankt und rahgetakelt. Der Rumpf war mit Kiel und Spanten versteift. Vor- und Achtersteven waren hochgezogen, Kriegsschiffe waren deutlich schlanker als Handelsschiffe und führten in oder unter der Wasserlinie einen Rammsporn. Gesteuert wurden die Fahrzeuge über zwei Seitenruder.
Nachfolgeentwicklungen wie die byzantinische Dromone, die durch den Einsatz des Griechischen Feuers noch mal kampfwertgesteigert werden konnte, wurden bis ins 12. Jahrhundert gebaut, wo sie dann von den moderneren Galeeren endgültig abgelöst wurden.
In Nordeuropa entwickelten sich Boote und später Schiffe aus Einbäumen, die durch zusätzliche Plankengänge in Breite und Höhe vergrößert wurden. Erste größere Fahrzeuge besaßen einen flachen Boden und keinen Kiel und wurden in Kraweelbauweise gefertigt. Diese Entwicklung ist durch eine Reihe von Funden (Hjortspringboot, 350 v. Chr.; North-Ferriby-Schiffsfund, 150 v. Chr.; Blackfriars-Schiffsfund, New Guyse-Schiffsfund, beide 2. Jahrhundert) belegt.

## Mittelalter

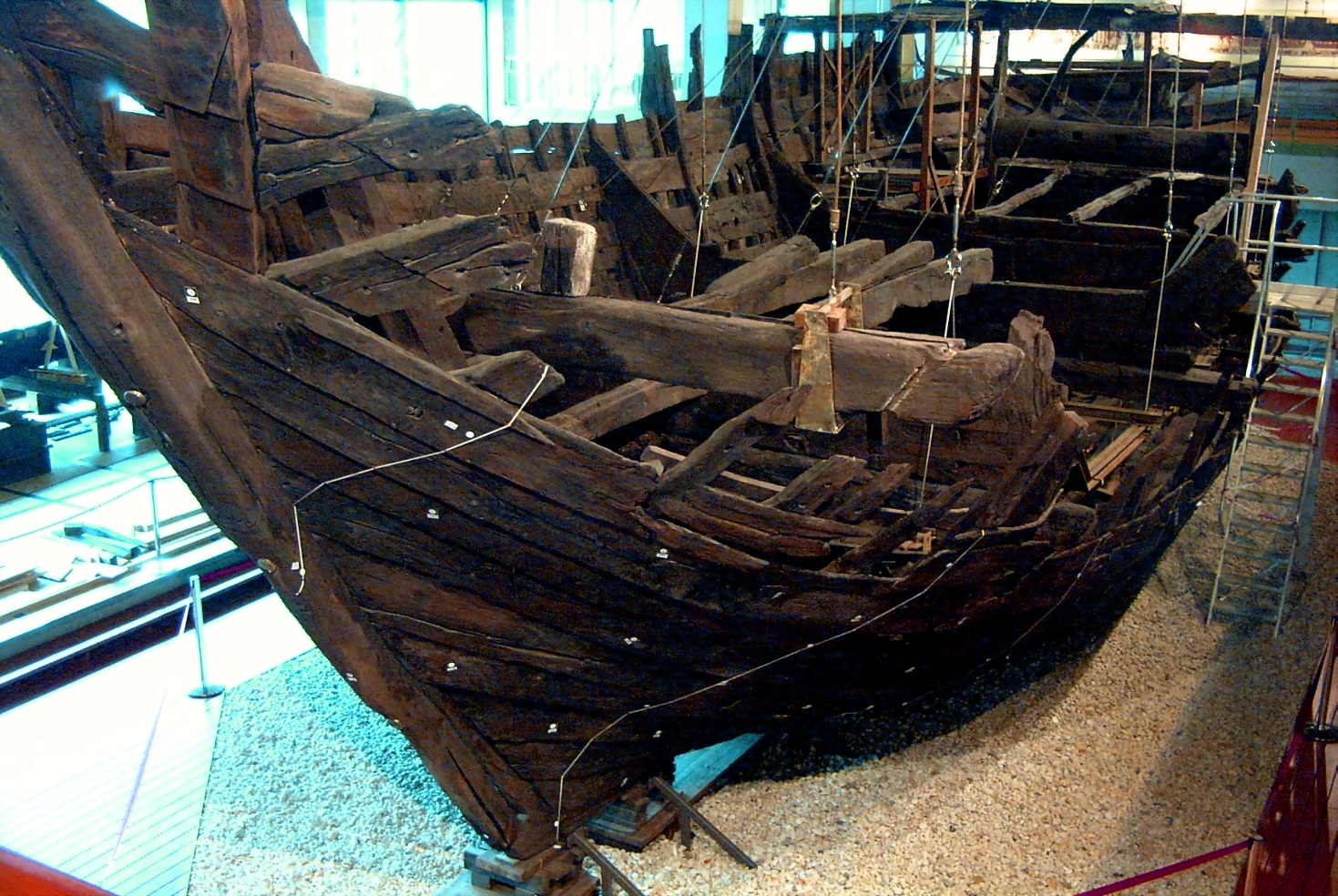
Hansekogge von 1380 im DSM

Die Funde von Nydam (3. Jahrhundert) und Björke (4. Jahrhundert) markieren einen Wendepunkt im nordeuropäischen Schiffbau, da diese in Klinkerbauweise gefertigt wurden, was bis zum späten Mittelalter die vorherrschende Bauart im Nord- und Ostseeraum bleiben sollte. Während der Björkefund noch deutlich als Einbaum mit Plankengängen zu erkennen ist, bildet das Nydamschiff aufgrund seiner Größe und Bauart (hochgezogene Vor- und Achtersteven, Querspanten, genagelte Planken) einen direkten Vorläufer der Wikingerschiffe. Allerdings besitzt das Nydamschiff keinen Mastfuß und wurde daher ausschließlich gerudert.
Die Funde von Brügge (6. bis 7. Jahrhundert) und Kvalsund (7. Jahrhundert) zeigen einen Mastfuß und waren daher sowohl Ruder- als auch Segelschiffe. Diese waren bis zum späten Mittelalter einmastig und verwendeten ein großes Rahsegel. Gesteuert wurden sie über ein Seitenruder.
Damit waren alle wesentlichen Elemente des Wikingerschiffes herausgebildet, das bis zum 13. Jahrhundert in Variationen von Größe und Proportionen der Schiffstyp Nordeuropas wurde (spätere bauchige Formen wurden auch als Nef bezeichnet und verfügten über Kastelle vorne und achtern). Mit diesen Schiffen erreichten die Wikinger Island (862), Grönland (901), Amerika (≈1000) und drangen bis in den Mittelmeerraum vor.
Im Indischen Ozean hat sich etwa zeitgleich mit dem Wikingerschiff ebenfalls ein neuer Schiffstyp herausgebildet, die arabische Dau. Leider gibt es wenig Anhaltspunkte für die genaue Datierung der Entwicklung, aber seit dem Mittelalter stehen die wesentlichen Merkmale dieses Schiffes fest (und haben sich bis ins 20. Jahrhundert praktisch nicht verändert). Die Daus haben einen kurzen Kiel, einen langen schräg ausfallenden Vordersteven und einen fast senkrechten Achtersteven. An einem oder zwei kurzen Pfahlmasten waren je ein Luggersegel befestigt. Seit dem Hochmittelalter verfügen Daus auch über ein Ruder am Heck.
Der sich ausbreitende Einfluss der Araber führte zu einer Vermischung von Elementen der Dau mit antiker Schiffbaukunst im Mittelmeerraum, aus denen sich gegen Ende des ersten Jahrtausends ein neuer Kriegsschifftyp, die Galeere, entwickelt.
Sie besaß eine Takelung, die der der Dau nicht unähnlich, aber mit Lateinersegeln ausgestattet war. Ebenfalls von der Dau stammt der ausfallende Vordersteven, der aber weiterhin in einem Rammsporn endete.
Galeeren waren schmal, schlank und wenig hochseetauglich, dafür sehr schnell und extrem wendig und gut manövrierbar. Die Segel dienten nur als Hilfsantrieb, gerade im Gefecht wurde ausschließlich gerudert. Zum Ende des Mittelalters hatte die Galeere ihre endgültige Form erreicht (eine Reihe von Riemen, Einführung des Heckruders) und sollte diese für Jahrhunderte beibehalten.
Im Fernen Osten hat sich als vorherrschende Bauart die Dschunke entwickelt, die über einen langen Zeitraum in ihren wesentlichen Merkmalen unverändert blieb, auch wenn es eine Reihe von lokalen Variationen des Grundmusters gab.
Dschunken zeichnen sich durch einen flachen, breiten Schiffsboden aus, der an den Enden hochgezogen war. Die Seitenwände waren fast senkrecht aufgesetzt. Das Heckruder kann in China bereits im 4. Jahrhundert v. Chr. nachgewiesen werden. Dschunken waren geklinkert, allerdings zum Kiel hin, also andersherum als in Europa. Ein weiterer Unterschied waren die Decksplanken, die unter den Decksbalken befestigt waren.
Dschunken wurden üblicherweise gesegelt und hatten ein Luggersegel an einem Pfahlmast, der nicht verspannt war, so dass das Segel im Vollkreis geschwenkt werden konnte. Das Segel war durch eine Reihe von Spreizrahen versteift.
Mit Dschunken befuhren die Chinesen den gesamten ostasiatischen Raum sowie Flüsse und Kanäle. Auch der Indische Ozean wurde regelmäßig befahren, und sogar Ostafrika erreicht (Reisen des Admirals Zheng He 1405–1433).
In Nordeuropa kam es im 13. Jahrhundert zu einer Reihe von Neuerungen im Schiffbau. Für 1242 ist die erste Verwendung von Heckrudern in Nordeuropa bekannt. Ausgestattet mit dieser Neuerung, aber ansonsten auf der Nef basierend, entstand so ein bauchiges Handelsschiff, das bis etwa 1400 die vorherrschende Bauform im Nord- und Ostseeraum werden sollte, die Kogge.
Die Kogge war sowohl Handels- als auch Kriegsschiff und wurde im Verlauf des 14. Jahrhunderts auch mit Feuerwaffen armiert, die aber anfänglich noch klein und in den Kastellen untergebracht waren (der erste Hinweis von Feuerwaffen zur See ist der Einsatz von Pulverkanonen auf aragonischen Schiffen 1458).
In Portugal, das 1418 mit der Gründung der Seefahrtsschule durch Heinrich den Seefahrer zu den Seemächten aufstieg, entwickelte sich im 13. und 14. Jahrhundert ein neuer Schiffstyp, der zwar die typischen Merkmale des damaligen Mittelmeerschiffbaus besaß (Kraweelbeplankung, Lateinersegel) aber dennoch hochseetauglich war, die Karavelle. Sie war ein schmales schnelles Schiff, das für Atlantikfahrten auch rahgetakelt wurde und je nach Größe und Zeit bis zu vier Masten hatte, von denen der letzte immer ein Lateinersegel trug.
Mit der Karavelle begann das Zeitalter der Entdeckungen, denn die Nao, ein schwerfälliges bauchiges Schiff mit hoher Ladekapazität, die im Mittelalter für den Transport auf dem Mittelmeer üblich war, war für Expeditionen zu teuer und zu langsam. Portugiesische Karavellen erreichten 1460 Sierra Leone und 1488 Südafrika.

## Frühe Neuzeit

Karacke aus Mittelmeerraum um 1495, Teil aus Ursula-Zyklus von Vittore Carpaccio

Mit zunehmendem Handel und Informationsaustausch begann sich im 15. Jahrhundert mit der Karacke ein gesamteuropäischer Schiffstyp herauszubilden. Dieser war dreimastig (von denen die ersten beiden rah- und der hintere lateinergetakelt war), völlig gebaut und hatte hohe Aufbauten, die in den Schiffsrumpf einbezogen waren. Anfänglich war dieses Schiff in Nordeuropa noch geklinkert und als Holk bezeichnet, allerdings setzte sich auch in Nordeuropa die Kraweel-Beplankung durch, die den Bau größerer Schiffe ermöglichte.
Die Karacke war ein robustes und hochseetaugliches Schiff, das sofort in die steigende Zahl von Übersee-Expeditionen einbezogen wurde. Die Flotte des Kolumbus von 1492 bestand noch aus zwei Karavellen und einer Karacke, die des Vasco da Gama von 1498 hingegen schon aus fünf Karacken.
Gerade in Südeuropa war der Übergang der Nao zur Karacke sehr fließend, und oft wurden beide Namen für denselben Schiffstyp verwendet.
Das 16. Jahrhundert war durch einen extremen Anstieg des Überseeverkehrs gekennzeichnet. Schiffe dienten nicht nur der Erkundung und Entdeckung, sondern mussten wachsende Mengen von Truppen, Gütern und Siedlern transportieren. Dies wurde zum einen dadurch erreicht, dass man anfänglich Karacken noch größer baute (manche auch mit vier Masten); dennoch schien die Entwicklung eines neuen Schiffstyps unumgänglich, da die Erfindung der Stückpforte um 1500 nun auch die Aufstellung schwerer Geschütze in den Zwischendecks ermöglichte, die bei der Karacke zu dicht über der Wasserlinie lagen.
So bildete sich in der ersten Hälfte des 16. Jahrhunderts die Galeone heraus, deren typisches Merkmal das Galeon, ein spitz zulaufender Vorbau am Bug des Schiffes war. Die Galeone hatte trotz ihrer Größe recht schlanke Unterwasserformen und drei oder vier Masten, von denen die ersten beiden rahgetakelt waren. Kriegs- und Handelsschiffe unterschieden sich hauptsächlich in der Bewaffnung, waren aber von der Architektur sehr ähnlich. Außerdem gab es regionale Unterschiede. Englische Schiffe waren bei gleicher Bewaffnung meist kleiner und beweglicher, was bis zum Ende der Segelkriegsschiffära so bleiben sollte.
Im Mittelmeer war nach wie vor die Galeere das am meisten verbreitete Kriegsschiff. Die Seeschlacht von Lepanto (1571), bei der sowohl die Heilige Liga als auch das Osmanische Reich über 200 Schiffe bereitstellten, war die größte Galeerenschlacht der Geschichte. Allerdings hatten Galeeren den Nachteil, dass ihre Riemen einer Breitseitenaufstellung der Geschütze im Wege standen, weshalb ihre Feuerkraft gering blieb. Ein Versuch, dieser Problematik Rechnung zu tragen, war die Entwicklung der Galeasse.
Im 17. Jahrhundert entwickelte sich die Galeone zum veritablen Kriegsschiff. Die Breitseitenaufstellung der Geschütze erforderte entsprechende Taktiken, in der diese zum Tragen kam. Endeten die Seeschlachten des ersten Englisch-Niederländischen Seekrieges (1652–1654) noch im Mêlée, so findet im zweiten Englisch-Niederländischen Seekrieg (1665–1667) die Linientaktik (Aufstellung in Kiellinie) zunehmende Verwendung (z. B. Seeschlacht bei Lowestoft).
Zu diesem Zeitpunkt fing man an, Kriegsschiffe danach zu unterscheiden, ob ihre Bewaffnung und Standfestigkeit für die Verwendung in der Hauptkampflinie ausreichend war. Schiffe, bei denen das zutraf, wurden als Linienschiffe bezeichnet und hatten meistens zwei Batteriedecks. Schiffe mit derer dreien waren vorhanden (erster Dreidecker war die englische HMS Royal Prince, 1610) aber selten, denn es war schon schwierig genug, einen ausgewogenen Zweidecker zu bauen (1628 kenterte die schwedische Wasa im Hafen).
Schiffe, die zu schwach für die Linie waren, wurden als Fregatten bezeichnet. Sie hatten ein oder zwei Batteriedecks und waren den Linienschiffen meist an Geschwindigkeit überlegen.
Die Kriegsschiffe in der Zeit des Absolutismus dienten immer auch Repräsentationszwecken; sie trugen äußerlich alle Stilmerkmale des Barock. Insbesondere das Heck wurde stark überhöht, architekturähnlich gestaltet und prachtvoll mit Allegorien ausgeschmückt. Der englische Dreidecker Sovereign of the Seas (1637) war sogar fast komplett mit teils vergoldetem Zierrat überzogen. Oft wurde durch den Schmuck die Funktionalität gefährdet. Durch den Ausbau zu schwimmenden Repräsentationsobjekten überschritten die Schiffsgrößen gelegentlich die 1000 Tonnen-Grenze.
Die größten Handelsschiffe des 17. Jahrhunderts waren die Ostindienfahrer der Handelskompanien (Niederländische Ostindien-Kompanie, Britische Ostindien-Kompanie). Diese waren aber keine reinen Frachter, sondern zu ihrer Verteidigung und zur Durchsetzung von Kompanieinteressen gut bewaffnet. Für ihre langen Überseefahrten waren die Ostindienfahrer mit sehr großer Segelfläche ausgestattet, was aus Stabilitätsgründen einen breiten Rumpf notwendig machte. Der sich nach oben verjüngende Rumpf diente auch dem Schutz gegen das Entern.
Das am weitesten verbreitete Frachtschiff jener Zeit war aber die holländische Fleute, die vom 16. bis zum 18. Jahrhundert überall in Europa anzutreffen war. Die Fleute kombinierte eine hohe Ladekapazität mit relativ geringem Tiefgang und war daher für den Nord- und Ostseebereich hervorragend geeignet.

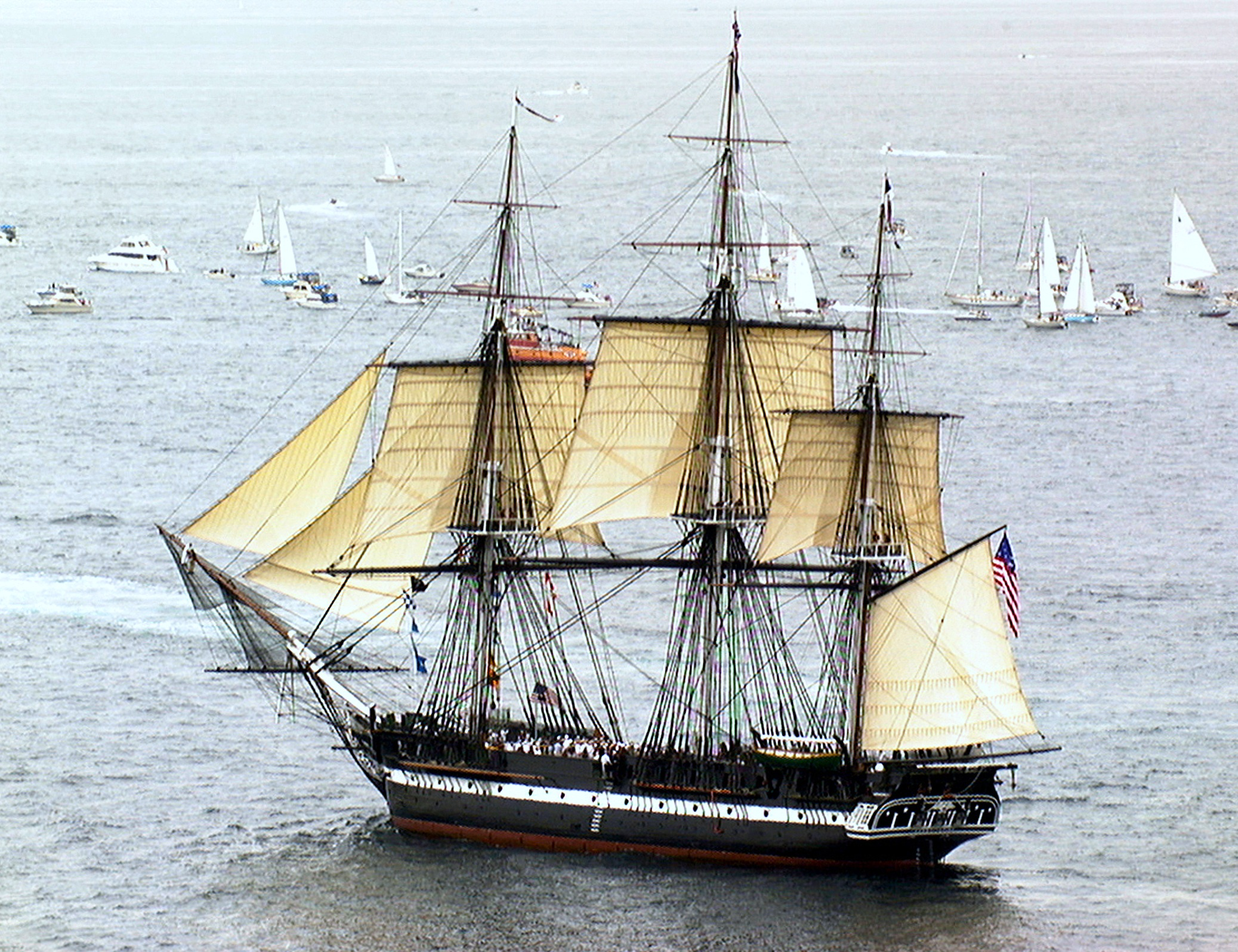
Fregatte Constitution

Im 18. Jahrhundert setzte sich eine verfeinerte Klassifizierung von Kriegsschiffen durch, indem sie entsprechend ihrer Bewaffnung in Ränge eingeteilt wurden. Die genauen Unterteilungen variierten zwischen den Nationen, waren aber insgesamt sehr ähnlich.
In der britischen Marine wurden die Schiffe der ersten vier Ränge als Linienschiffe bezeichnet. Dabei waren diejenigen ersten Ranges solche mit mindestens 100 Kanonen und drei Batteriedecks. Diese waren aber selten und entsprangen eher repräsentativen als militärischen Bedürfnissen. Dreidecker zweiten Ranges hatten 90 bis 98 Kanonen. Die Linienschiffe dritten und vierten Ranges waren Zweidecker mit 64 bis 80 bzw. 50 bis 60 Kanonen. Den Kern der Linienstreitkräfte bildeten die Schiffe zweiten und dritten Ranges. Schiffe fünften (32–40 Kanonen) und sechsten Ranges (20–30 Kanonen) wurden als Fregatten bezeichnet. Fregatten wurden meist für spezielle Aufgaben außerhalb der Linienstreitkräfte verwendet. Allen Schiffen ersten bis sechsten Ranges war gemeinsam, dass sie als Vollschiff getakelt waren, also drei Masten mit Rahsegeln hatten.
Fahrzeuge mit weniger als drei Masten oder weniger als 20 Kanonen wurden in der britischen Marine als Sloops bezeichnet. Sie waren meist als Brigg, Schnau oder Ketsch getakelt. Sie dienten der Aufklärung, der Nachrichtenübermittlung und der Jagd auf gegnerische Handelsschiffe.
In anderen Marinen (beispielsweise der amerikanischen und französischen) wurden kleinere Kriegsschiffe auch als Korvetten bezeichnet, die zumeist als Vollschiff getakelt waren, aber weniger Kanonen als Fregatten trugen.
Seit Ende des 18. Jahrhunderts wurde bei englischen Kriegsschiffen der unter Wasser liegende Teil des Rumpfes regelmäßig mit Kupferplatten beschlagen, was vorher nur zum Schutz gegen den Schiffsbohrwurm bei Karibikfahrern üblich war. In Schweden, Finnland und Norwegen wurden große Segelschiffe zum Teil mit geteertem wasser- und feuerfesten Steinpapier beschichtet, einer Erfindung von Arvid Faxe aus dem Jahr 1785.
Das Segelkriegsschiff des 18. Jahrhunderts war technisch ausgereift, hatte sein Entwicklungspotenzial ausgeschöpft und veränderte sich kaum noch bis zum Ende der Segelkriegsschiffära. Die großen Seeschlachten zur Wende vom 18. zum 19. Jahrhundert (Seeschlacht bei Kap St. Vincent (1797), Schlacht von Trafalgar 1805) stellten gewissermaßen einen Höhepunkt in der Ära der Segelkriegsschiffe dar, bevor die Industrialisierung und der technische Fortschritt des 19. Jahrhunderts das Segelkriegsschiff als Waffensystem obsolet machte.
Die letzte Seeschlacht zwischen Segellinienschiffen fand 1827 bei Navarino statt.

## 19. und 20. Jahrhundert

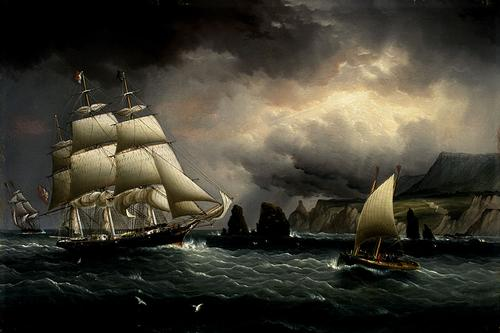
Gemälde des Klippers Flying Cloud vor der Isle of Wight von James E. Buttersworth

Mit der Erfindung der Dampfmaschine wurden auch die ersten maschinell angetriebenen Schiffe entworfen (Dampfschiff). Diese waren zunächst meist Segelschiffe mit einem Hilfsantrieb, der zum Antrieb bei Windstille oder zum Manövrieren im Hafen diente. Durch die Erfindung des Schiffspropellers, mit dem 1837 das erste Handelsschiff im Liniendienst, die Novelty ausgerüstet wurde, war es möglich, die ineffizienten Schaufelräder Mitte des 19. Jahrhunderts abzulösen. Erst damit hatte die neue Technologie das Potenzial, den Segelantrieb zu verdrängen.
Eine weitere große Neuerung des Industriezeitalters war die Einführung von Eisen und später Stahl als Werkstoff im Schiffbau, der das Holz nach und nach verdrängte. Alle neuen Technologien wurden aufgrund der hohen Anschaffungs- und Unterhaltungskosten primär für den militärischen Bereich entwickelt und eingeführt. Diese Entwicklung ging in der zweiten Hälfte des 19. Jahrhunderts rasant voran, wo sich in wenigen Jahrzehnten der Übergang vom Segelkriegsschiff zum Schlachtschiff vollzog.
Im zivilen Bereich ermöglichte darüber hinaus die wissenschaftliche Entwicklung von Schiffsrümpfen und Takelagen als letzte Blüte der Handelssegelschiffe den Bau von effizienten Transportschiffen, den sogenannten Klippern, meist Vollschiffen wie die Cutty Sark, die im harten Wettbewerb gegeneinander hochwertige Güter wie Tee oder Wolle nach Europa oder Nordamerika transportierten. Für den Transport von Massengütern wie Guano oder Weizen wurden noch lange Zeit größere aber langsamere Segelschiffe mit bis zu vier Masten verwendet wie die Viermastbark Passat. Die einzigen Fünf-Mast-Vollschiffe der Welt waren die Preußen und heute das Kreuzfahrtschiff Royal Clipper. Die deutsche Segelschiffflotte erreichte um 1870 ihren höchsten Bestand; danach wuchs nur noch der Bestand an Dampfschiffen.
Ende des 19. Jahrhunderts entstanden Großwerften, in denen der Schiffbau in industrialisierter Form betrieben wurde. Man zeichnete nach den Konstruktionsplänen Linienrisse auf dem Schnürboden auf, fertigte danach hölzerne Schablonen und benutzte diese als Vorlagen für den Bau der Spanten, Platten und anderen Teile des Rumpfs und der Aufbauten. Auf dem Helgen wurden diese Teile dann durch Nieten miteinander verbunden. Sobald der Rumpf mit den Aufbauten fertig gestellt war, lief er vom Stapel und erhielt am Ausrüstungskai Maschinen, Inneneinrichtung und Decksausrüstung.
In der ersten Hälfte des 20. Jahrhunderts wurde das Segelschiff dann vollständig vom maschinengetriebenen Schiff abgelöst. Mit steigenden Auswandererzahlen aus Europa und der Aufnahme von Linienverkehren zwischen den Kontinenten setzte seit 1880 die Entwicklung immer größerer Passagierschiffe ein. Mit Dampf angetriebene Fischtrawler gab es seit den 1870er Jahren. Vor dem Ersten Weltkrieg entstanden als neue Schiffstypen der Tanker, die Eisenbahnfähre und das Unterseeboot.
Nach dem Zweiten Weltkrieg setzten sich der Dieselmotor als Schiffsantrieb und die gewichtssparende Schweißtechnik für die Fertigung von Schiffsrumpf und Aufbauten, die bereits in den 1920er Jahren entwickelt wurden, allgemein durch. Auch verringerte die Sektionsbauweise die Bauzeiten der Schiffe erheblich. Die vorher allgegenwärtigen Stückgutfrachtschiffe wurden im Liniendienst seit Ende der 1960er Jahre durch Containerschiffe ersetzt, was die weitgehende Automatisierung des Warenumschlags ermöglichte und dazu führte, dass auf bordeigene Ladeeinrichtungen weitgehend verzichtet werden konnte. Die Entwicklung von Kühlschiffen ermöglichte auch den Transport verderblicher Güter um die Welt. Neue Schiffe wurden immer größer (=> Economies of Scale); zugleich entstanden immer mehr Spezialschifftypen wie Kreuzfahrtschiffe, Flüssiggastransporter, RoRo-Schiffe, Offshore-Serviceschiffe oder Fischerei-Fabrikschiffe.
Im Kriegsschiffbau verschwand das Schlachtschiff vollständig und wurde durch den Flugzeugträger ersetzt, Schiffsartillerie und Panzerung spielen eine untergeordnete Rolle, Raketen und Flugkörper sind die bevorzugten Waffensysteme. Elektronische Kriegführung und der Einsatz atomreaktorgetriebener U-Boote schufen neue Dimensionen der Seekriegsführung.

## 21. Jahrhundert
Die Erfindungen von Radar, Funkpeilung und GPS im 20. Jahrhundert erleichtern die Navigation erheblich. Auch im Schiffbau hielten computergesteuerte Verfahren Einzug. Die Formen und Abmessungen der Schiffsbauteile werden heute am Computer berechnet und dann mit Schneideautomaten aus dem Rohmaterial geschnitten. Großsektionen von mehreren hundert Tonnen oder ganze Schiffe werden heute in überdachten Baudocks hergestellt, so dass bei jedem Wetter gearbeitet werden kann.
Größte Schiffbaunationen waren 2014 die Volksrepublik China mit Ablieferungen im Umfang von ca. 11,9 Millionen CGT und Südkorea mit 11,6 Millionen CGT, gefolgt von Japan mit 6,8, den Philippinen mit 1,0, Deutschland und Indonesien mit je 0,5 und den USA, Taiwan und Vietnam mit je 0,4 Millionen CGT. Aufgrund von Überkapazitäten infolge der Schifffahrtskrise ab 2008 ist mit einer weltweiten Konsolidierung der Werftbranche zu rechnen.